# 276
276是275與277之間的自然數。

## 在數學中
- 合數，正因數有1、2、3、4、6、12、23、46、69、92、138和276。
質因數分解為{\displaystyle 2^{2}\times 3\times 23}。
- 第64個過剩數，真因數和為396，盈度為120。前一個為272、下一個為280。
  - 第65個半完全數，和為本身的其中一組因數為2、 3、 6、 12、 46、 69、 138。前一個為272、下一個為280。
- 不尋常數，大於平方根的質因數為23。
- 十进制的奢侈數。
- 第19個不可及數。前一個為268、下一個為288。
- 三角形數
- 六邊形數
- 中心五邊形數
- 2個連續質數和（137+139）
- 12個連續質數和（5+7+11+13+17+19+23+29+31+37+41+43）
- 第49個質數+49（227+49）
- 半完全數：276=46+92+138
- 1⁵+2⁵+3⁵=276

## 在人類文化中
- 夢特嬌·全著有《愈痛愈美麗──死神共處的276天》
- 2006年9月6日，法國馬拉松跑手吉拉爾一口氣連續用276天由巴黎跑至東京，完成1.9萬公里路程，打破「不停站馬拉松」紀錄，成為史上首名跑越5個洲的人
- 《宮女》是西班牙黃金時代畫家委拉斯開茲在1656年的一幅畫作，尺寸為318 × 276公厘
- 藩是江戶時代的一個制度用語，在明治維新之前日本廢藩之前的總數共有276藩
- 瓊斯鎮大屠殺共殺死914人，其中包括276個兒童
- 是美國76號州際公路的補助線
- 神奇寶貝 (1997－2002年動畫)一共有276話
- 马克西米连·罗伯斯庇尔是法國革命家，在三級會議及制憲會議期間共發言276次，在代表中排第20位
- 灌籃高手漫畫一共有276話
- 九龍巴士276線是來往天慈及上水的日間巴士路線

## 在地理中
- 下瓦爾登州的面積為276平方公里
- 鹿兒島機場的海拔高度為276公尺
- 阿蘭瑟斯郡 (德克薩斯州)的水域面積有276平方英里

## 在天文中
- NGC 276 是鯨魚座的一個星系

## 在其他領域中
- 西元276年和前276年